# Simulium golani
Simulium golani är en tvåvingeart som först beskrevs av Beaucornu-saguez 1977.  Simulium golani ingår i släktet Simulium och familjen knott.
Artens utbredningsområde är Syrien. Inga underarter finns listade i Catalogue of Life.